# Ramiro Ortiz
Ramiro Ortiz (* 1. Juli 1879 in Chieti; † 26. Juli 1947 in Padua) war ein italienischer  Romanist, Italianist, Hispanist, Rumänist und Komparatist, der in Italien und in Rumänien wirkte.

## Leben und Werk
Ortiz studierte Romanische Philologie in Neapel (bei Francesco D’Ovidio) und an der Universität Florenz (bei Pio Rajna, Ernesto Giacomo Parodi und Guido Mazzoni). 1909 ging er an die Universität Bukarest und war dort von 1913 bis 1916 und von 1919 bis 1933 Professor für Italienisch, sein Nachfolger wurde Alexandru Marcu. 1921 gründete er dort die Zeitschrift Roma und 1924 das italienische Kulturinstitut. Von 1933 bis zu seinem Tod war er als Nachfolger von Vincenzo Crescini Professor an der Universität Padua.
Ortiz unterhielt mit seiner Schülerin Nina Façon eine Korrespondenz, die 2007 herausgegeben wurde, und in der er sich deutlich gegen den Antisemitismus seiner Zeit abgrenzt.
Ortiz war Ehrenmitglied der Rumänischen Akademie. 1940 wurde er in die Königliche Akademie Italiens (Reale Accademia d’Italia) gewählt.

## Werke
- Rovine. Novella, Neapel 1899
- Per la fortuna del teatro alfieriano in Rumania, Turin 1911
- Per la storia della cultura italiana in Rumania, Bukarest 1916
- In ciuda submarinelor. Ziarul unui pribeag român dela Arhangelsk la Montrose, Bukarest 1920 (italienisch: Nonostante i sottomarini. Diario di un esule rumeno da Arhangelsk a Montrose, Florenz 2009)
- Cronici italiene, Bukarest 1921
- Renașterea la Florența in timpul lui Lorenzo dei Medici și Poliziano, Bukarest 1922
- Studii sul "Canzoniere" di Dante. Le Ballate primaverili e il servizio d'Amore di Dante, Bukarest 1923
- Leopardi e la Spagna. Appunti, Bukarest 1924
- Fortuna Labilis. Storia de un motivo medievale, Bukarest 1927
- Goldoni e la Francia, Bukarest 1927
- Medioevo rumeno, Rom 1928
- Varia romantica, Florenz 1932
- Posseggo una villa, Padua 1935
- Lezioni di letterature neolatine, Padua 1936
- Le origini della lirica trobadorica. Interpretazione dei testi, Padua 1937
- Problemi di poesia popolare neolatina e balcanica, Bologna 1938
- Poeti spagnuoli di ieri e di oggi, Grottaferrata 1938–1941
- Letteratura romena, Rom 1941
- Manualetto rumeno, Modena 1945
- Banchetti tragici nelle letterature romanze, Genova 1947
- Francesco da Barberino e la letteratura didattica neolatina, Rom 1948